# Stella, England
Stella är en ort i distriktet Gateshead, i grevskapet Tyne and Wear, i England. Stella var en civil parish från 1866 till 1937 då den blev en del av Blaydon. Civil parish hade 642 invånare år 1931.